# Hesketh 308
Der Hesketh 308 ist ein Formel-1-Rennwagen, den Harvey Postlethwaite Anfang 1974 für das britische Team Hesketh Racing entwickelte.
Die Chassis wurden in den Entwicklungsstufen 308, 308B, 308C und 308D bis Ende der Saison 1976 sowohl vom Werksteam als auch von Kundenteams eingesetzt. Alle Fahrzeuge hatten einen Cosworth-DFV-Motor. Walter Wolf Racing meldete 1976 zudem in Details technisch überarbeitete 308C-Chassis als Williams FW05.

## Geschichte

### Vorgeschichte (1973)
Mitte der Formel-1-Saison 1973 stieg Lord Alexander Hesketh mit seinem gleichnamigen Team und dem Nachwuchspiloten James Hunt in die höchste Klasse des Motorsports ein. Hesketh erwarb dazu vom March-Engineering-Werksteam ein March-731-Chassis, das in der Vorsaison noch als March 721G von Ronnie Peterson gefahren wurde und Anfang 1973 ein technisches Upgrade auf die Version 731 erhalten hatte. Zudem warb er den jungen Ingenieur Harvey Postlethwaite vom Werksteam ab und beauftragte ihn, den Hesketh-March gezielt weiterzuentwickeln. Das gelang und James Hunt erreichte in der Saison 1973 mit Hesketh zwei Podiumsplätze und zwei weitere Ankünfte in den Punkterängen, während die March-Werksfahrer punktelos blieben.

### Hesketh 308 (1974)
Zur Saison 1974 war die Konstruktion des 731 an ihre Grenzen gestoßen und Alexander Hesketh entschied sich gegen eine weitere Saison als March-Kundenteam und für ein eigenes Fahrzeug. Dazu ließ er von Postlethwaite mit dem Hesketh 308 einen neuen Monoposto entwickeln, der in wesentlichen Details auf dem March des Vorjahres basierte, aber auch teilweise eigene Ideen des Ingenieurs einfließen ließ. Die Konstruktion war allerdings klar konservativ geprägt. Insgesamt wurden in der Hesketh-Werkstatt auf dem Landbesitz Lord Heskeths nahe Towcester vier Chassis aufgebaut, die als 308/1, 308/2, 308/3 und 308/4 bezeichnet und in den folgenden Jahren stets weiterentwickelt wurden.
Wie die meisten anderen Teams trat Hesketh Racing bei den Überseerennen in Argentinien und Brasilien noch mit dem Vorjahreswagen an, zum dritten Saisonlauf in Südafrika war der Hesketh 308 dann einsatzbereit. James Hunt erzielte im Laufe der Saison drei dritte Plätze sowie einen vierten Platz. Weitere gute Platzierungen blieben durch die Unfallträchtigkeit des Fahrers und insbesondere durch fortwährende Getriebeprobleme aus. Beim Großen Preis von Österreich startete Hesketh einmalig in der Saison 1974 mit zwei Fahrzeugen; ein zweiter 308 wurde für Ian Scheckter gemeldet. Scheckter gelang die Qualifikation jedoch nicht. Am Saisonende belegte Hesketh mit 15 Punkten in der Konstrukteursmeisterschaft den sechsten Rang und lag damit vor etablierten Konkurrenten wie B.R.M. oder March.

### Hesketh 308B (1975)
Mit dem 308B brachte Hesketh Racing in der Formel-1-Saison 1975 eine deutlich überarbeitete Version des 308 an den Start. Die Aerodynamik und Gewichtsverteilung war verbessert worden; auch löste das Team die Getriebeprobleme des Vorjahres und setzte nun die von Designer Postelwaithe erdachte und bereits 1974 erprobte, aber erst 1975 einsatzbereite Gummifederung an den Aufhängungen ein. Bereits beim ersten Saisonlauf in Argentinien bewies Hunt die Schnelligkeit des 308B, mit dem er die schnellste Rennrunde fuhr und das Rennen nur knapp gegen den amtierenden Weltmeister Emerson Fittipaldi verlor. Beim folgenden Grand Prix von Brasilien wurde Hunt Sechster. In den weiteren fünf Rennen der ersten Saisonhälfte fiel Hunt zweimal durch Unfälle und dreimal durch technische Probleme aus. Im Juni 1975 gewann er in den Niederlanden seinen ersten Grand Prix. Es blieb zugleich der einzige Sieg für Hesketh Racing sowie für ein Hesketh-Chassis. Im weiteren Saisonverlauf gelangen Hunt noch zwei zweite Plätze sowie eine Platzierung in den Punkten, bevor er für die letzten drei Saisonrennen auf das Nachfolgemuster 308C umstieg. Bei diesen Grands Prix in Österreich, Italien und den USA fuhr zudem Brett Lunger, der sich mit Unterstützung einiger Freunde ins Werksteam eingekauft hatte, für Hesketh Racing einen 308B. Das Team hatte sich mit Hunt trotz des vorherrschenden Images als „Partytruppe“ 1975 zu einem ernsthaften Gegner auch für die Spitzenteams wie Ferrari und Brabham entwickelt und beendete die Saison mit 33 Punkten auf dem vierten Rang der Konstrukteure.
Erstmals stellte Hesketh Racing ein zweites Chassis zahlenden Kunden zur Verfügung: Der ehemalige britische Rennfahrer Harry Stiller mietete einen 308 und meldete ihn für den späteren Weltmeister Alan Jones, der mit dem Wagen in der Formel 1 debütierte, unter dem Teamnamen Custom Made Harry Stiller Racing für vier Rennen. Da Erfolge ausblieben, übernahm Harald Ertl das Fahrzeug, der es mit Sponsorengeldern der Brauerei Warsteiner privat meldete und drei punktelose Rennen fuhr. Weiterhin mietete das schwedische Unternehmen Polar Caravans ein 308B-Chassis und setzte es für zwei Rennen mit Torsten Palm als Fahrer ein. Das schwedische Projekt blieb ebenfalls erfolglos.

### Hesketh 308C/Wolf-Williams FW05 (1975–1976)
Die letzten beiden Läufe der Saison 1975, die er auf Punkterängen beendete, fuhr James Hunt mit dem 308C, einer überarbeiteten Variante des 308B. Auffällig war der Verzicht auf eine große Airbox über dem Kopf des Fahrers, womit Postlethwaite die Regeländerungen der Saison 1976 vorwegnahm. Außerdem waren einzelne Teile bereits aus CFK gefertigt, das sich erst Anfang der 1980er-Jahre als Ersatz für die bis dahin üblichen Aluminiumchassis durchsetzte, und die Gummifederung wurde verbessert. Hunt war mit dem Fahrverhalten des 308C jedoch nicht zufrieden. Trotz des großen Erfolges, den die Saison 1975 für Hesketh Racing brachte, geriet der Rennstall zum Ende der Saison in finanzielle Schwierigkeiten. Besitzer Alexander Hesketh hatte sich stets gegen Sponsoring ausgesprochen und finanzierte den Rennbetrieb und exzessiven Lebensstil der Teammitglieder an den Strecken aus eigener Tasche, doch nach zwei sponsorlosen Jahren waren seine Mittel schließlich erschöpft. Ende 1975 gab er offiziell die Führung seines Teams an Anthony „Bubbles“ Horsley ab und verkaufte das meiste des Inventars. Ein Großteil des Personals sowie James Hunt verließen anschließend das Team. Hunt setzte seine Karriere 1976 bei McLaren fort und gewann dort im gleichen Jahr den Meistertitel.
Zum Beginn der Saison 1976 beabsichtigte der austro-kanadische Unternehmer Walter Wolf, mit einem eigenen Team an der Formel-1-Weltmeisterschaft teilzunehmen. Er erwarb daher im Winter 1975 große Teile des zum Verkauf stehenden Hesketh-Racing-Inventars und kaufte sich zusätzlich im Dezember gleichen Jahres zu 60 % bei Frank Williams Racing Cars ein. Frank Williams wurde als Teamchef weiterbeschäftigt; das Hesketh-Inventar an den nun Walter Wolf Racing (alternativ je nach Quelle Wolf-Williams Racing) genannten Rennstall übertragen. Dazu gehörten auch die Hesketh-308C-Chassis des Vorjahres, die von Patrick Head vor der Saison überarbeitet und von dort an als Williams FW05 bezeichnet und eingesetzt wurden.
Da der Wagen als Williams gemeldet wurde, wurde das Team mit dem FW05 in der Konstrukteursmeisterschaft eigenständig gelistet. Es belegte punktelos noch hinter Hesketh Platz 15. Ab der Saison 1977 kam der 308C/FW05 nicht mehr zum Einsatz.

### Hesketh 308D (1976)
Mit dem Ausscheiden von Lord Alexander Hesketh Ende 1975 aus seinem Team und dem Verkauf des meisten Inventars endete die Geschichte des Rennstalls noch nicht; denn Anthony „Bubbles“ Horsley war von Hesketh die Rolle des Teamchefs anvertraut worden. Horsley führte es auch unter dem Namen des ehemaligen Besitzers und Gründers weiter. Für die Saison 1976 verfügte Hesketh Racing allerdings über kein Fahrzeug – die vorgesehenen 308C mussten aus finanziellen Gründen verkauft werden; der bisherige Chefdesigner Harvey Postlethwaite wechselte kurz danach zu Walter Wolf Racing. Da kein Geld für die Entwicklung eines neuen Chassis zur Verfügung stand, richtete sich Hesketh Racing auf Werksunterstützung für Einsätze der verkauften, privaten 308-Chassis aus. Diese wurden auf das neue Muster 308D umgebaut. Dabei handelte es sich um eine konstruktiv vereinfachte Variante des 308C mit den notwendigen Regelanpassungen für die Saison 1976. Später folgte ein dritter 308D. Es wurden keine 308D an Kundenteams verkauft.
Mit Hesketh-Werksunterstüzung und Heyco-Sponsoring trat Harald Ertl als Vollzeitfahrer in der Saison 1976 an. Zusätzlich wurde ein zweites Fahrzeug für Guy Edwards eingesetzt, für das das Männermagazin Penthouse sowie das französische Unternehmen Rizla als Sponsoren gewonnen wurden. Auffällig war die übergroße Darstellung eines Pin-up-Girl auf der Vorderseite dieses Wagens, die im Fahrerlager polarisierte. Zudem traten mit dem Zweitwagen zu je einem Grand Prix Rolf Stommelen und Alex-Dias Ribeiro an. Ertl verpasste dreimal die Qualifikation. In den übrigen Rennen kam er nicht in den Punkterängen ins Ziel. Sein bestes Ergebnis war der siebente Platz beim Großen Preis von Großbritannien. Edwards kam bei fünf Versuchen dreimal ins Ziel; sein bestes Ergebnis war Rang 15 beim Großen Preis von Deutschland. Auch Stommelen und Ribeiro erzielten keine Punkte.
Mit dem Ende der Saison 1976 endete die Zeit der 1974 aufgebauten 308-Chassis – für 1977 baute Hesketh komplett neue Fahrzeuge auf, die als Hesketh 308E bezeichnet wurden.

## Lackierung und Sponsoring
Zwischen 1974 und 1976 traten 308-Chassis für mehrere Teams mit jeweils eigenen Lackierungen an:
Das Werksteam Hesketh Racing nutzte bis Ende 1975 ein sponsorloses Design mit weißer Grundlackierung und rot-blauen Streifen an den Seiten, die die Farben der Heimat Großbritannien widerspiegelten. Die 1974 ursprünglich in schwarz gehaltene Startnummer auf dem Frontspoiler und der Lufthutze wurde 1975 rot, größer und in einer neuen Serifenschrift gestaltet. Zusätzlich dazu wurden nun auf der seitlichen Cockpitverkleidung die englische und schottische Flagge abgebildet. Auf der Vorderseite des Cockpits waren zeitweise das Teammaskottchen, ein Teddybär, sowie ein Seepferdchen abgebildet.
Die diversen Kundenteams und Privatiers lackierten die 308 entsprechend ihrer Sponsoren und Wünsche:
- Alan Jones fuhr für Harry Stiller einen dunkelblauen 308 mit einem roten Streifen, der sich von vorn bis hinten über das Chassis zog
- Torsten Palm fuhr einen 308B im Grunddesign des Werksteams, jedoch mit zusätzlichen Sponsorenlogos von Polar Caravans und cremefarbenen Akzenten
- Harald Ertl fuhr 1975 einen goldfarbenen 308B im Corporate Design seines Sponsors, der Brauerei Warsteiner, und 1976 einen 308D anfänglich in weiß, dann später mit einer blauen Oberseite mit Sponsoring von Heyco
- Guy Edwards trat 1976 mit einem dunkelblau-weißen 308D mit Sponsoring von Penthouse und Rizla an, auf dessen Vorderseite übergroß ein Pin-up-Girl abgebildet war
- Rolf Stommelen und Alex-Dias Ribeiro fuhren 1976 zusätzlich je ein Rennen im Penthouse-Rizla-308D von Guy Edwards

Ein 308C trat Ende 1975 bei zwei Rennen im Design des Hesketh-Werksteams an; später wurden die Chassis an Walter Wolf Racing verkauft und dort mit einer gold-schwarzen Lackierung eingesetzt.

## Gebaute Exemplare
Insgesamt wurden vom Hesketh 308 im Jahr 1974 vier Chassis und vom Hesketh 308C 1975 zwei Chassis gebaut:
- 308/1. 1974 drei Rennen mit James Hunt und ein Rennen mit Ian Scheckter, 1975 vier Rennen mit Alan Jones nach Verkauf an Harry Stiller und drei Rennen nach Weiterverkauf an Harald Ertl
- 308/2. Stammwagen James Hunt; 1974 acht Rennen und 1975 nach Umbau auf 308B neun Rennen mit James Hunt, Siegesfahrzeug in Zandvoort 1975, 1976 als 308D vier Rennen mit Guy Edwards und sechs Rennen mit Harald Ertl
- 308/3. 1974 drei Rennen und 1975 nach Umbau auf 308B drei Rennen mit James Hunt, zwei Grands Prix mit Torsten Palm und drei Rennen mit Brett Lunger, 1976 als 308D neun Rennen mit Harald Ertl; zerstört von Ertl beim Großen Preis von Deutschland 1976
- 308/4. 1976 als 308D ein Rennen mit Stommelen, zwei Rennen mit Edwards und ein Rennen mit Ribeiro
- 308C/1. Neues Auto von James Hunt 1975 in zwei Rennen, 1976 als FW05 [1] (Walter Wolf) Fahrzeug von Ickx in sieben Rennen und je ein Rennen mit Leclère, Brown, Kuwashima und Binder
- 308C/2. 1976 als FW05 [2] (Walter Wolf) sieben Rennen mit Leclère, vier Rennen mit Merzario und ein Rennen mit Amon; zerstört von Amon beim Großen Preis von Kanada 1976

## Galerie

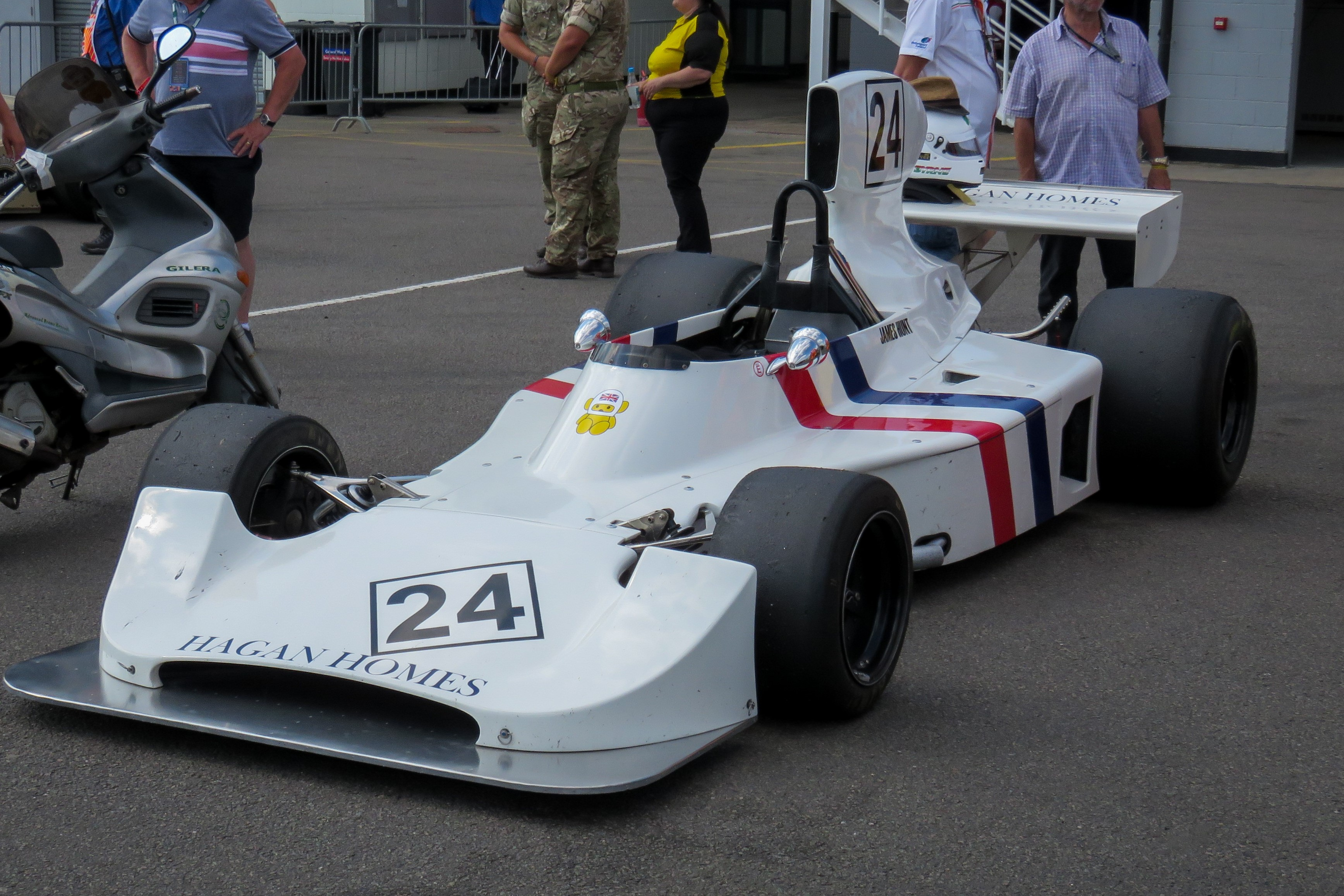
308 von 1974; Silverstone, 2018
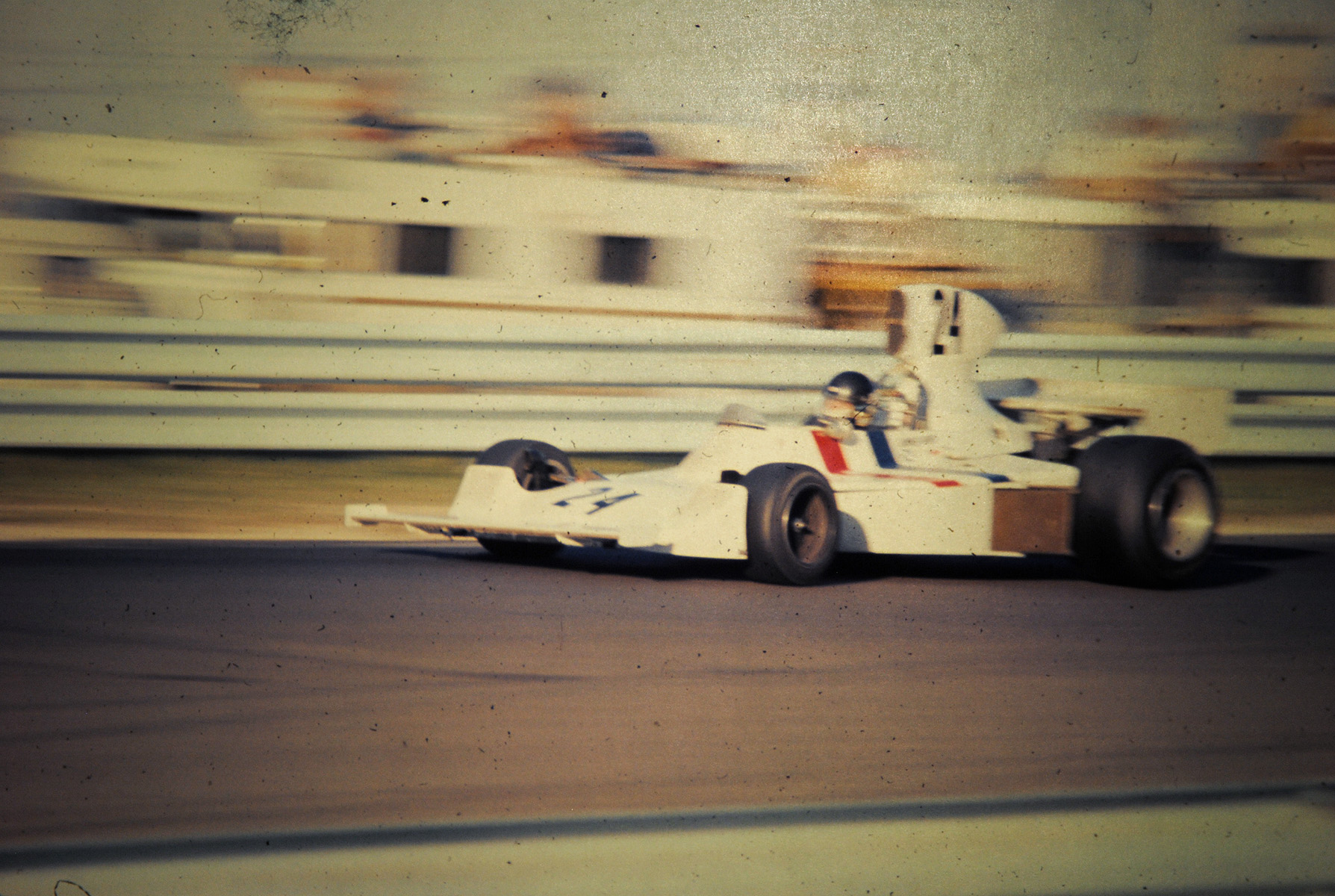
Hunt im 308; Watkins Glen, 1974
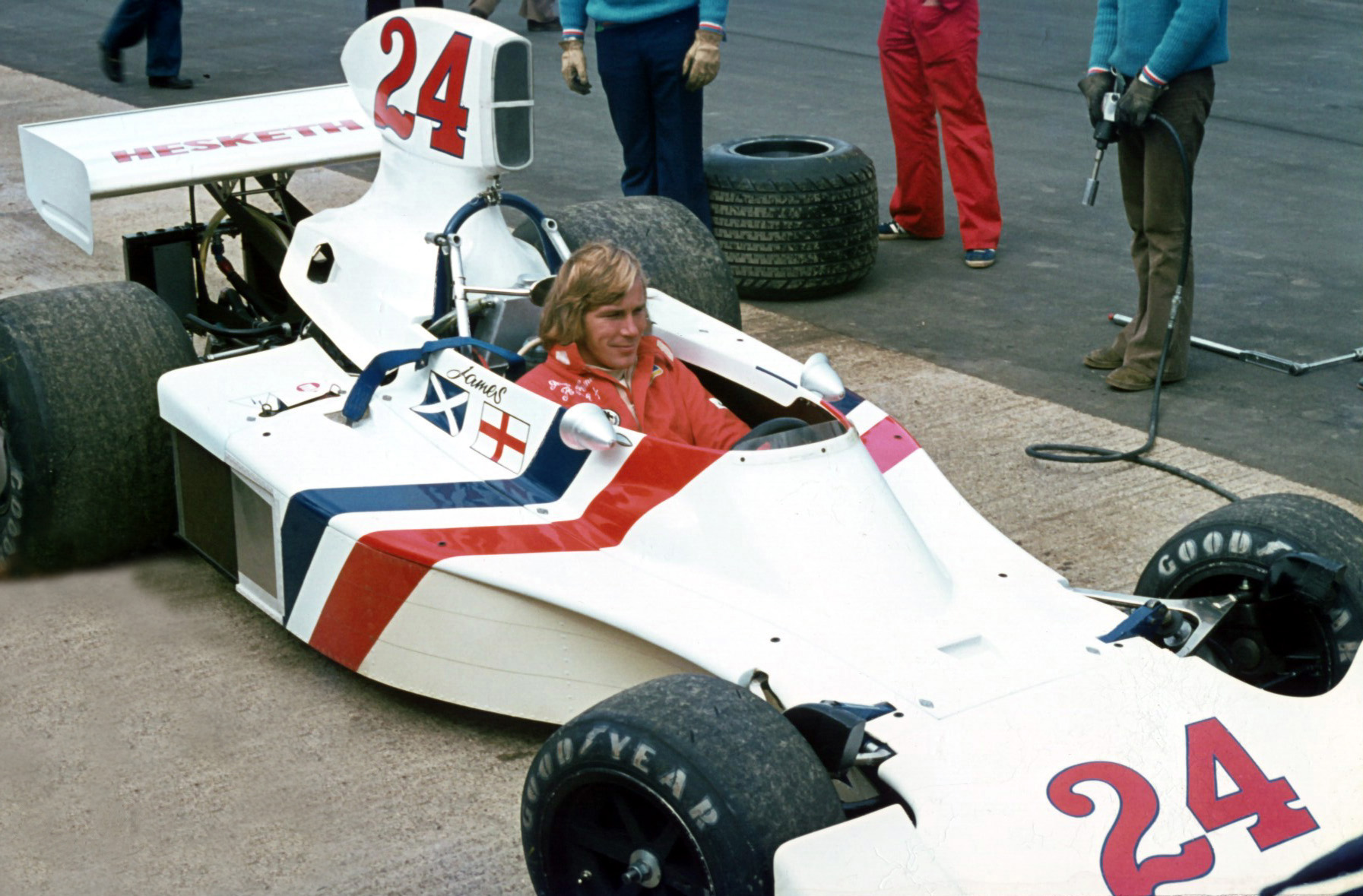
Hunt in seinem 308B, Silverstone, 1975
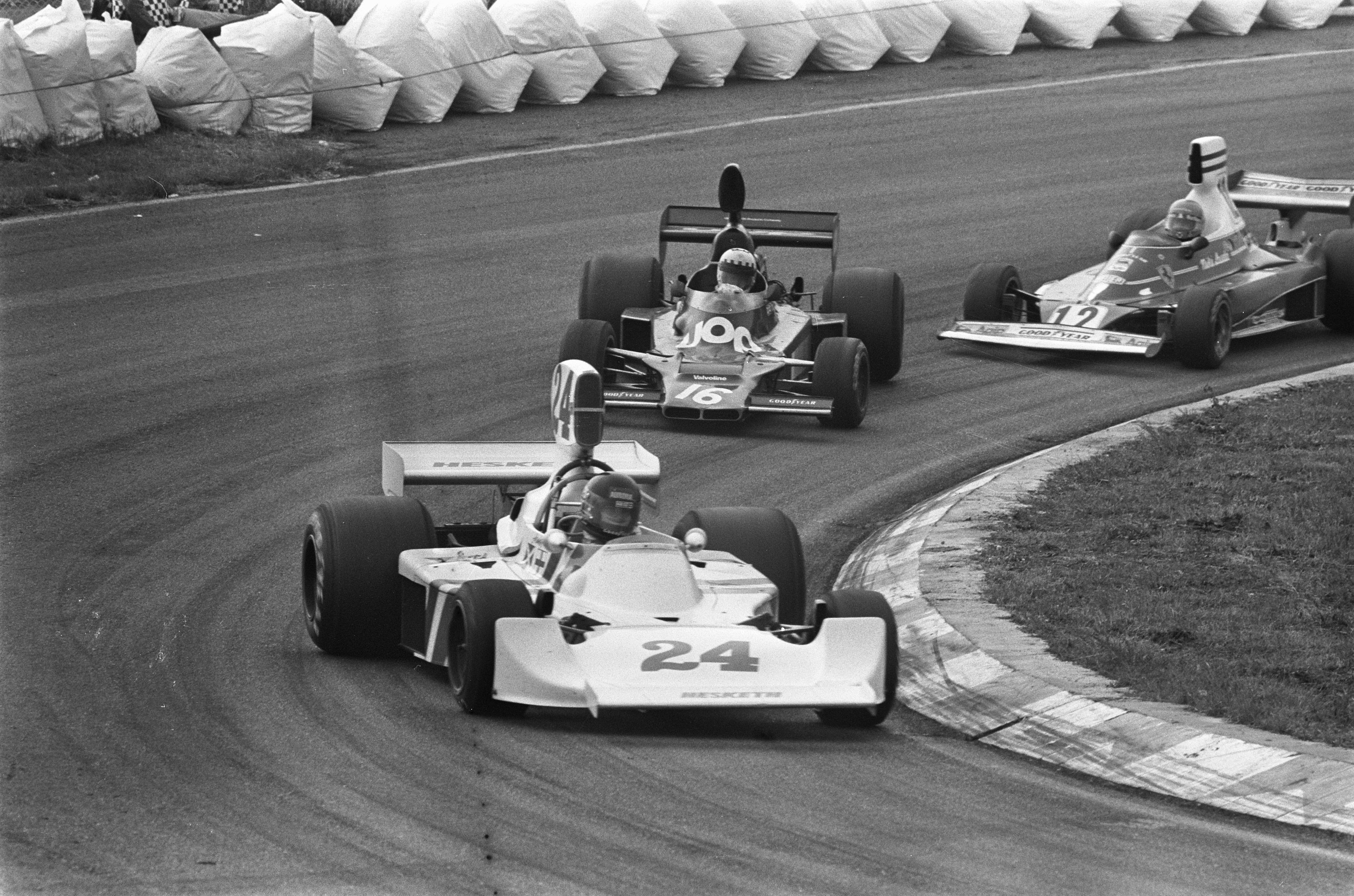
Hunt im 308B führt vor Lauda; Zandvoort, 1975
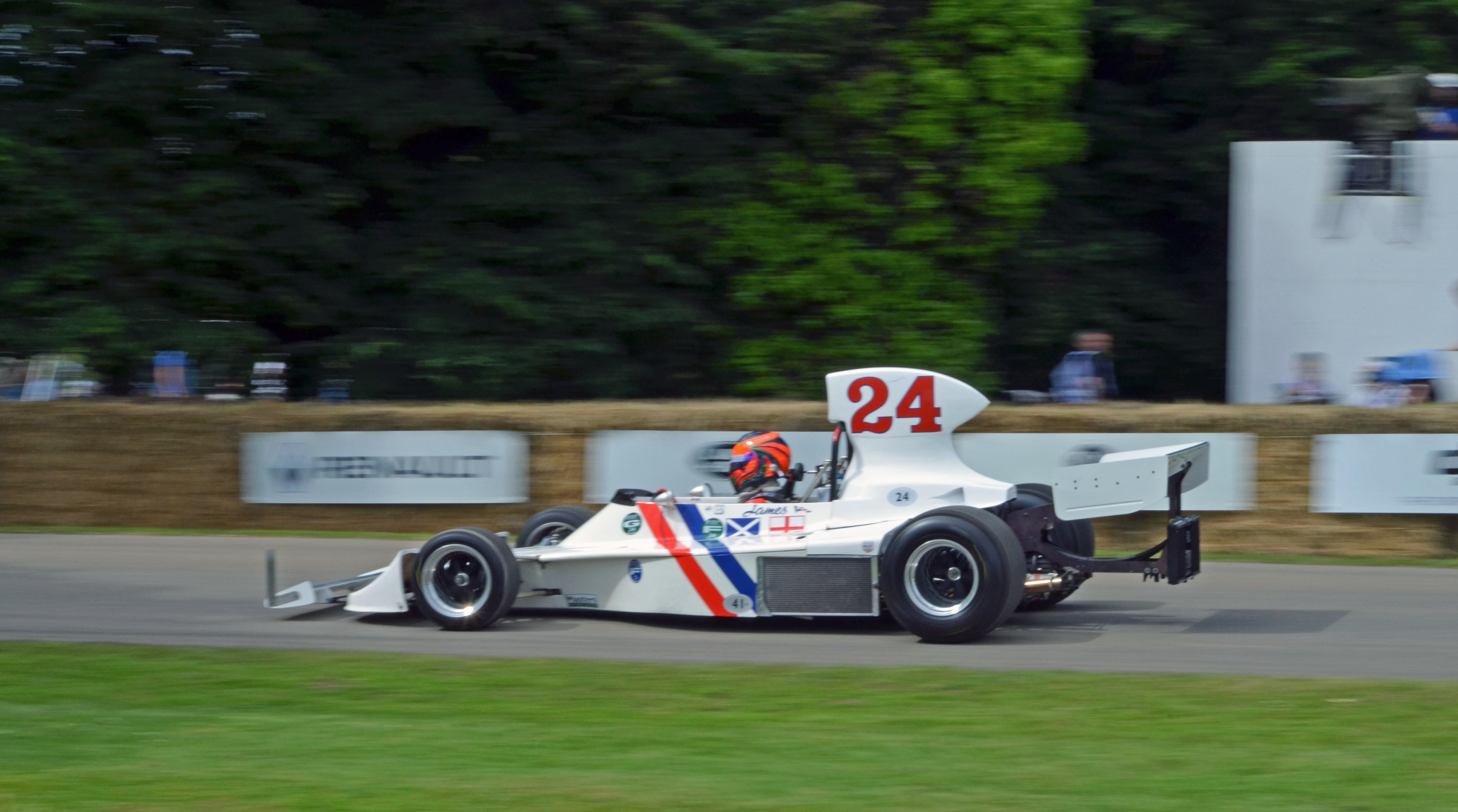
308B von 1975; Goodwood, 2016
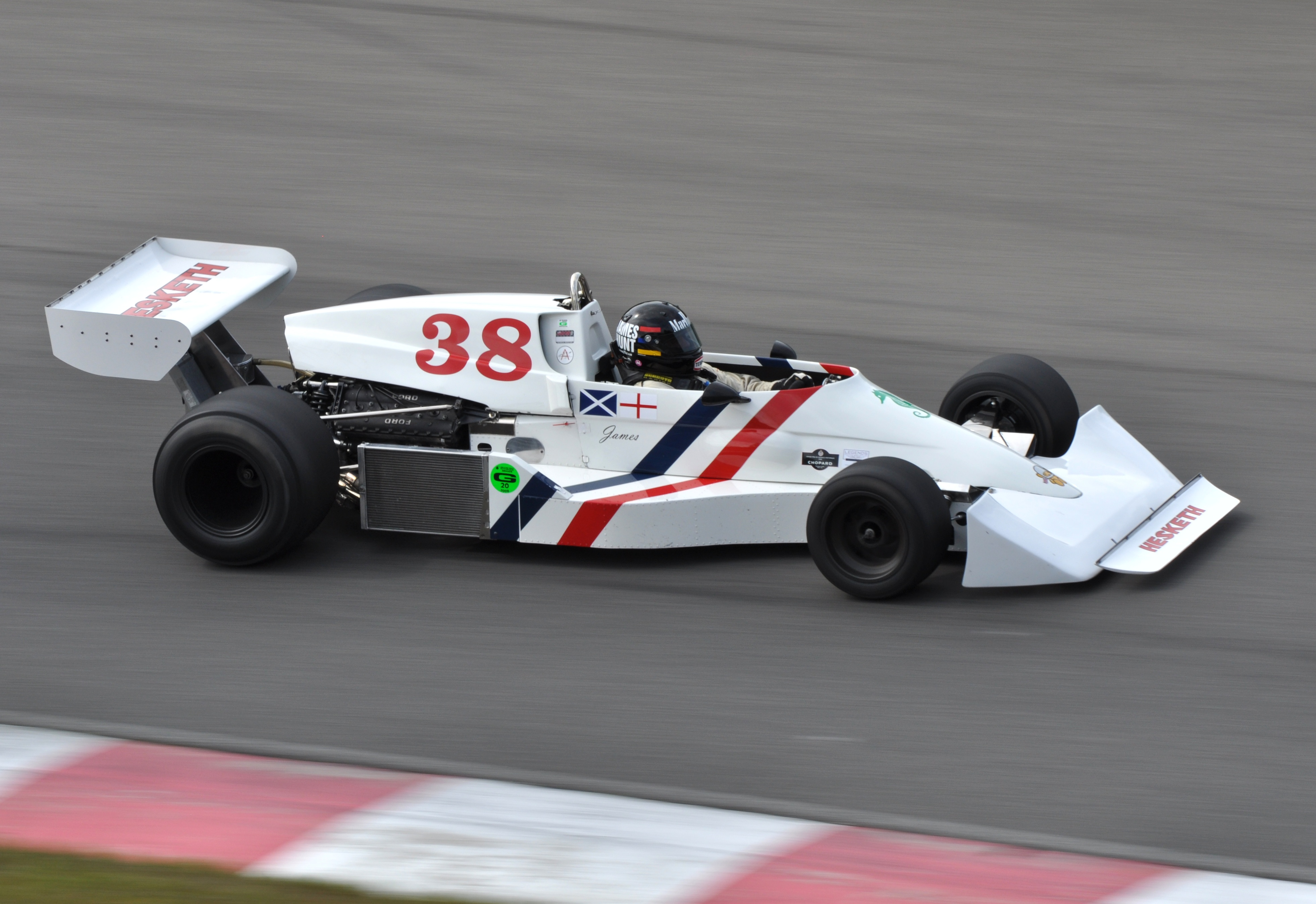
308C in Werksfarben; Mont-Tremblant, 2010
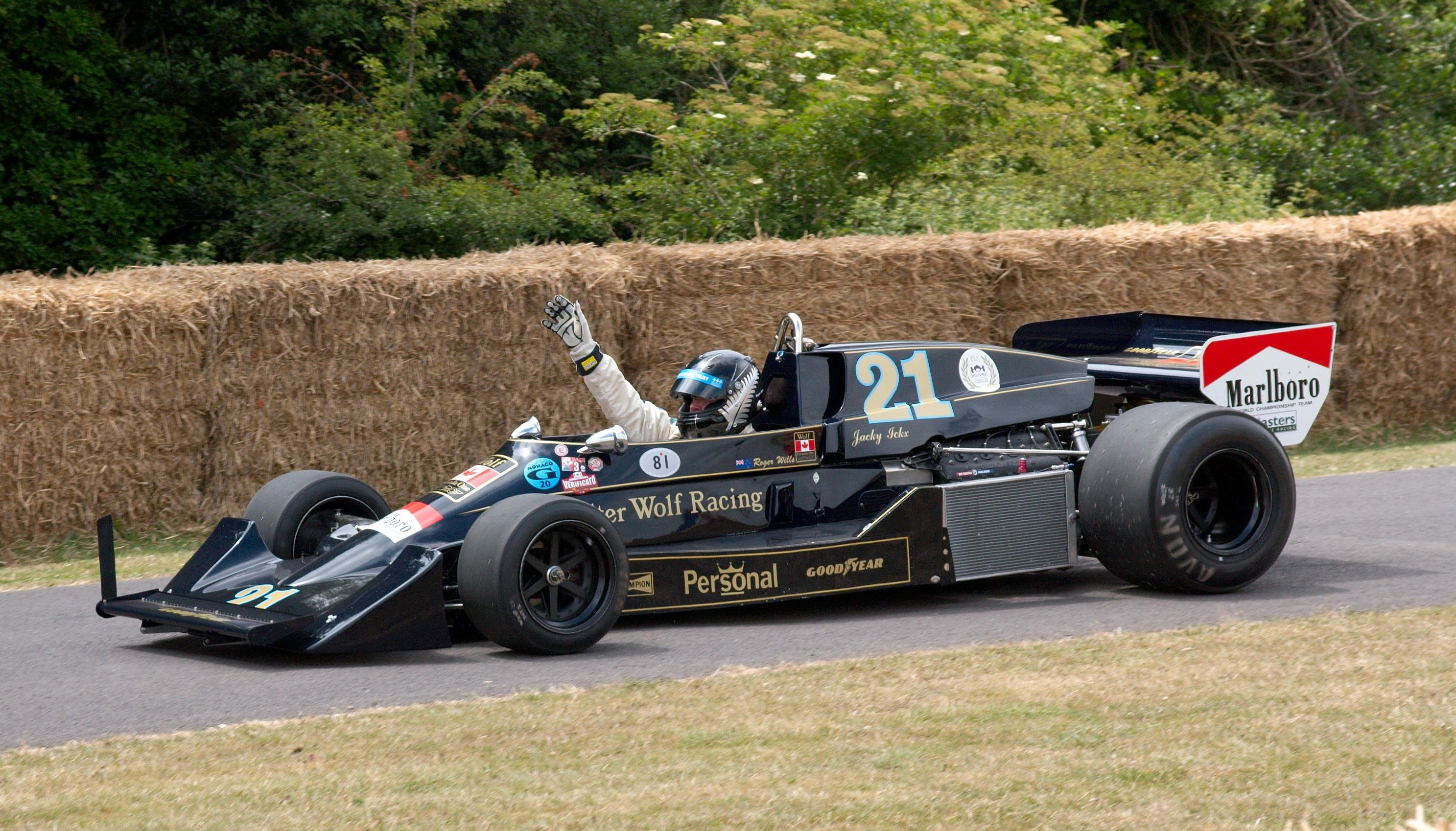
308C/FW05 von Jacky Ickx; Goodwood, 2010
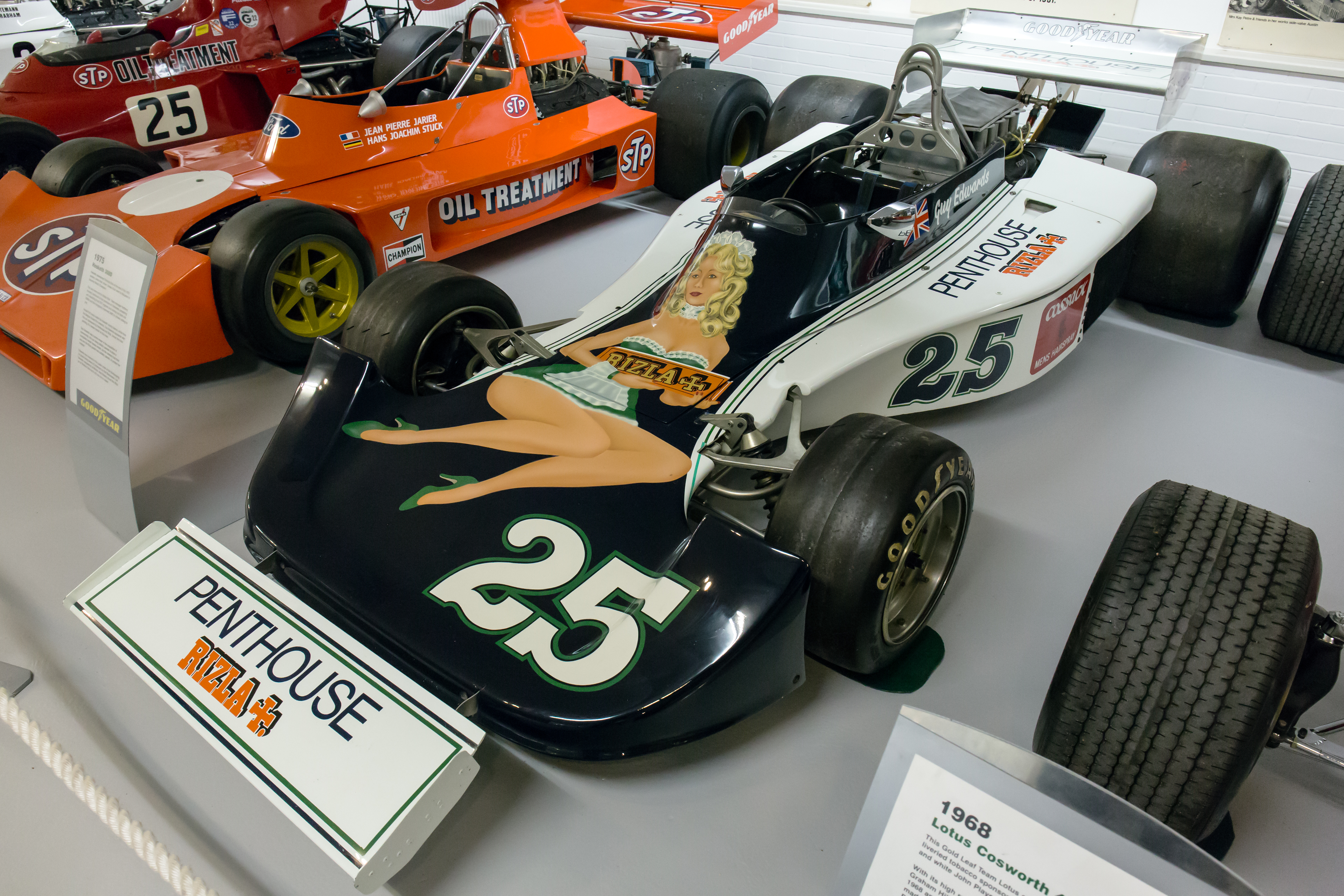
308D von Guy Edwards; Donington, 2013
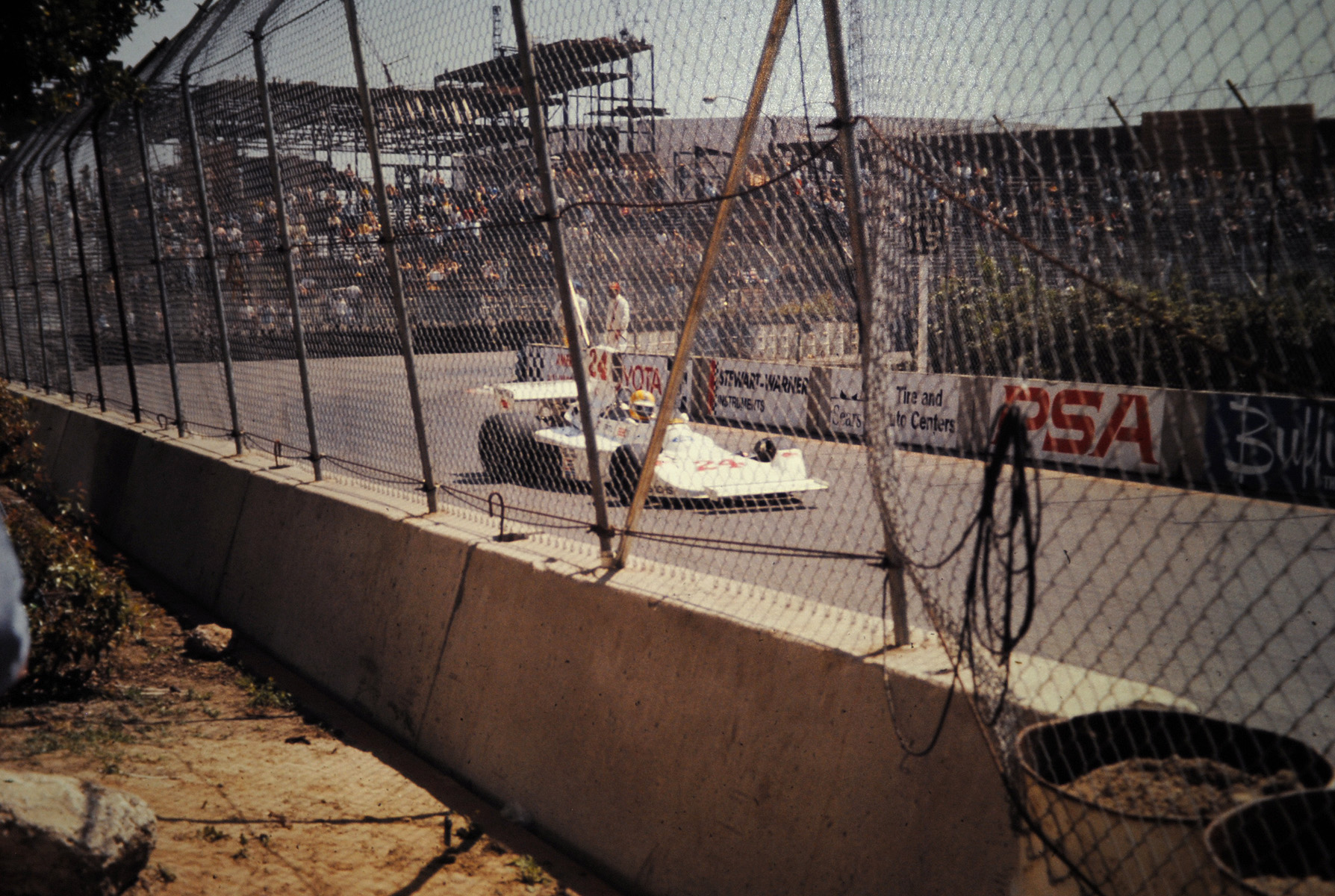
Harald Ertl im 308D; Long Beach, 1976

## Ergebnisse
| Fahrer                 | Nr.                    | 1   | 2  | 3   | 4   | 5   | 6   | 7   | 8   | 9   | 10  | 11  | 12  | 13  | 14  | 15 | 16 | Punkte | Rang |
| ---------------------- | ---------------------- | --- | -- | --- | --- | --- | --- | --- | --- | --- | --- | --- | --- | --- | --- | -- | -- | ------ | ---- |
| Formel-1-Saison 1974   | Formel-1-Saison 1974   |     |    |     |     |     |     |     |     |     |     |     |     |     |     |    |    | 10     | 6.   |
| James Hunt             | 24                     |     |    | DNF | 10  | DNF | DNF | 3   | DNF | DNF | DNF | DNF | 3   | DNF | 4   | 3  |    | 10     | 6.   |
| Ian Scheckter          | 31                     |     |    |     |     |     |     |     |     |     |     |     | DNQ |     |     |    |    | 10     | 6.   |
| Formel-1-Saison 1975   | Formel-1-Saison 1975   |     |    |     |     |     |     |     |     |     |     |     |     |     |     |    |    | 33     | 4.   |
| James Hunt             | 24                     | 2   | 6  | DNF | DNF | DNF | DNF | DNF | 1   | 2   | 4*  | DNF | 2   | 5   | 4   |    |    | 33     | 4.   |
| Alan Jones             | 25                     |     |    |     | DNF |     |     |     |     |     |     |     |     |     |     |    |    | 33     | 4.   |
| Torsten Palm           | 25                     |     |    |     |     | DNQ |     |     |     |     |     |     |     |     |     |    |    | 33     | 4.   |
| Harald Ertl            | 25                     |     |    |     |     |     |     |     |     |     |     | 8   |     |     |     |    |    | 33     | 4.   |
| Brett Lunger           | 25                     |     |    |     |     |     |     |     |     |     |     |     | 13  | 10  | DNF |    |    | 33     | 4.   |
| Alan Jones             | 26                     |     |    |     |     | DNF | DNF | 11  |     |     |     |     |     |     |     |    |    | 33     | 4.   |
| Torsten Palm           | 32                     |     |    |     |     |     |     | 10  |     |     |     |     |     |     |     |    |    | 33     | 4.   |
| Harald Ertl            | 32                     |     |    |     |     |     |     |     |     |     |     |     | DNF |     |     |    |    | 33     | 4.   |
| Harald Ertl            | 34                     |     |    |     |     |     |     |     |     |     |     |     |     | 9   |     |    |    | 33     | 4.   |
| Formel-1-Saison 1976 2 | Formel-1-Saison 1976 2 |     |    |     |     |     |     |     |     |     |     |     |     |     |     |    |    | 0      | 14.  |
| Harald Ertl            | 24                     | – 3 | 15 | DNQ | DNQ | DNF | DNQ | DNF | DNF | 7   | DNF | 8   | DNF | 16  | DNS | 13 | 8  | 0      | 14.  |
| Guy Edwards            | 25                     |     |    |     |     | DNQ |     |     | 17  | DNF | 15  |     |     | DNS | 20  |    |    | 0      | 14.  |
| Rolf Stommelen         | 25                     |     |    |     |     |     |     |     |     |     |     |     | 12  |     |     |    |    | 0      | 14.  |
| Alex-Diaz Ribeiro      | 25                     |     |    |     |     |     |     |     |     |     |     |     |     |     |     | 12 |    | 0      | 14.  |

| Legende  | Legende            | Legende                                                          |
| Farbe    | Abkürzung          | Bedeutung                                                        |
| -------- | ------------------ | ---------------------------------------------------------------- |
| Gold     | –                  | Sieg                                                             |
| Silber   | –                  | 2. Platz                                                         |
| Bronze   | –                  | 3. Platz                                                         |
| Grün     | –                  | Platzierung in den Punkten                                       |
| Blau     | –                  | Klassifiziert außerhalb der Punkteränge                          |
| Violett  | DNF                | Rennen nicht beendet (did not finish)                            |
| Violett  | NC                 | nicht klassifiziert (not classified)                             |
| Rot      | DNQ                | nicht qualifiziert (did not qualify)                             |
| Rot      | DNPQ               | in Vorqualifikation gescheitert (did not pre-qualify)            |
| Schwarz  | DSQ                | disqualifiziert (disqualified)                                   |
| Weiß     | DNS                | nicht am Start (did not start)                                   |
| Weiß     | WD                 | zurückgezogen (withdrawn)                                        |
| Hellblau | PO                 | nur am Training teilgenommen (practiced only)                    |
| Hellblau | TD                 | Freitags-Testfahrer (test driver)                                |
| ohne     | DNP                | nicht am Training teilgenommen (did not practice)                |
| ohne     | INJ                | verletzt oder krank (injured)                                    |
| ohne     | EX                 | ausgeschlossen (excluded)                                        |
| ohne     | DNA                | nicht erschienen (did not arrive)                                |
| ohne     | C                  | Rennen abgesagt (cancelled)                                      |
| ohne     | keine WM-Teilnahme |                                                                  |
| sonstige | P/fett             | Pole-Position                                                    |
| sonstige | 1/2/3/4/5/6/7/8    | Punktplatzierung im Sprint-/Qualifikationsrennen                 |
| sonstige | SR/kursiv          | Schnellste Rennrunde                                             |
| sonstige | *                  | nicht im Ziel, aufgrund der zurückgelegten Distanz aber gewertet |
| sonstige | ()                 | Streichresultate                                                 |
| sonstige | unterstrichen      | Führender in der Gesamtwertung                                   |

## Technische Daten
| Kenngrößen                | Hesketh 308, 1974                                                                                   |
| ------------------------- | --------------------------------------------------------------------------------------------------- |
| Motor                     | Ford-Cosworth DFV V8-Motor, Mittelmotor (längs hinter dem Fahrer)                                   |
| Hubraum (Bohrung × Hub)   | 2993 cm³ (85,7 × 64,8 mm)                                                                           |
| Verdichtung               | 11,0 : 1                                                                                            |
| Leistung                  | 485 PS (ca. 356 kW) bei 10.600/min                                                                  |
| Ventilsteuerung           | 2 obenliegende Nockenwellen je Zylinderbank (DOHC)                                                  |
| Gemischaufbereitung       | Lucas-Saugrohreinspritzung                                                                          |
| Kraftübertragung          | 5-Gang-Getriebe, Hewland FG 400, Hinterradantrieb                                                   |
| Karosserie                | Aluminiummonocoque, Antriebsgruppe tragend                                                          |
| Radaufhängung vorn        | doppelte Querlenker mit Stabilisator, Schraubenfedern und Stoßdämpfer                               |
| Radaufhängung hinten      | doppelte Querlenker mit Stabilisator, Schraubenfedern, Stoßdämpfern und je einem oberen Längslenker |
| Lenkung                   | Zahnstangenlenkung, zweiteilige Lenksäule                                                           |
| Bremse                    | Scheibenbremse                                                                                      |
| Radstand                  | 2540 mm                                                                                             |
| Spurweite vorn/hinten     | 1473/1549 mm                                                                                        |
| Leergewicht (ohne Fahrer) | ca. 589 kg                                                                                          |